# 千葉市立轟町中学校
千葉市立轟町中学校（ちばしりつとどろきちょうちゅうがっこう）は、千葉県千葉市にある中学校。略称は轟中（とどろきちゅう）。

## 概要
同校は文教地区といわれる地域を学区とする。学区は中央区と稲毛区にまたがる。

## 教育目標
21世紀にふさわしい
- 人間性豊かで
- 創造性に富み
- 心身共に健康な

生徒の育成

### めざす生徒像
- 自ら学び自ら考えることのできる生徒
- 思いやりと責任ある行動のできる生徒
- 安全に留意し心身共にたくましい生徒

### めざす教師像
- 健康で明朗な教師
- 研修に努める教師
- 組織を生かす教師

### めざす学校像
- 和やかで活気のある学校
- 創意と工夫に満ちた学校
- 地域社会に開かれた学校

## 沿革
- 1961年（昭和36年） - 千葉市立轟町中学校開校。第1回入学式。第一期工事完成。第二期工事完成
- 1962年（昭和37年） - 第三期工事完成。落成式。校歌制定
- 1963年（昭和38年） - 第1回卒業証書授与式。市研究学校指定。体育館、プール竣工式
- 1964年（昭和39年） - 技術・家庭科教室完成
- 1967年（昭和42年） - 視聴覚教育全国大会　社会科、家庭科研究会
- 1968年（昭和43年） - 新校舎3階完成（図書室、音楽室、美術室）。NHK放送教育公開研究会
- 1970年（昭和45年） - 創立10周年記念式典（更衣室、北門、西門、記念碑）。ソニー理科教育振興会資金論文優秀賞受賞
- 1972年（昭和47年） - 本館、別館渡り廊下完成。ソニー理科教育振興会資金論文優秀賞受賞。道徳・学年学級経営全国公開研究会。千葉県教育研究会社会科
- 1973年（昭和48年） - 理科教育研究会中学校大会全国公開
- 1974年（昭和49年） - 特殊学級設置。市教研推進校。技術・家庭科関ブロ大会千葉大会家庭科授業公開
- 1975年（昭和50年） - 千葉県緑化県民大会において受賞
- 1976年（昭和51年） - 関東甲信地区理科教育研究会
- 1977年（昭和52年） - 学級増により学級数20となる
- 1978年（昭和53年） - 本館全階のアルミサッシ改修工事完了
- 1979年（昭和54年） - 市教委研究学校指定（音楽・学級経営）
- 1980年（昭和55年） - 千葉県教育委員会より教育功労団体表彰受賞。第22回関東音楽教育研究大会会場校授業公開本校参加。創立20周年記念式典
- 1981年（昭和56年） - 別館1階窓枠アルミサッシ化改修工事完了
- 1982年（昭和57年） - 校庭防球ネット設置。体育館防球ネット設置。屋外掲示板3箇所設置
- 1983年（昭和58年） - 体育館改修工事完了（更衣室屋根葺替え、床張替え、戸アルミサッシ化）。校内電話設置
- 1984年（昭和59年） - 体育館ステージ完成
- 1985年（昭和60年） - 校舎外装工事完了
- 1987年（昭和62年） - プール改修工事完了
- 1989年（平成元年） - 東西屋上給水タンク新設工事完了
- 1990年（平成2年） - プール付属屋新築工事完了。野球バックネット網張り替え。教室天井改修工事完了。創立30周年記念式典
- 1991年（平成3年） - 水道（給水設備）工事完了。県・市研究指定（2年継続）。本館1階天井改修工事完了、図書室、木工室天井改修工事完了。体育館、木工室床塗装工事完了
- 1992年（平成4年） - 本館（1～3階）水飲み場新設工事完了。教室背面の掲示コーナー及び小黒板改修工事完了（21教室分）。県・市指定研究「学校保健」公開研究会、特別活動（保健指導）公開授業
- 1993年（平成5年） - 本館・別館の上水道配管改修工事完了
- 1994年（平成6年） - 健康教育優良校として県教育委員会表彰受賞。東側新館（多目的室、体育倉庫、コンピュータ室、視聴覚室）完成。千葉市総合防災訓練　中央会場
- 1996年（平成8年） - プール外壁部分改修。市学校図書館教育研究指定校（2年継続）。プール排水、拡巾工事完了。校庭等改修工事完了
- 1997年（平成9年） - 図書館移動。放送機器改修工事完了
- 1998年（平成10年） - 窓ガラス飛散防止フイルム貼付工事。1階西トイレ天井、配管取り換え。連絡通路屋上の防水改修
- 1999年（平成11年） - 職員室に防災無線設置。コンピュータ室改修完了
- 2000年（平成12年） - スクールカウンセラー活用調査研究校。地域ぐるみ教育推進指定、ボランティア教育推進校指定。創立40周年記念式典祝賀会
- 2002年（平成14年） - 校舎改築実施設計完了。校舎改築工事開始（-2004年度）
- 2003年（平成15年） - 4校一斉クリーン活動（学区公園）
- 2004年（平成16年） - 引っ越し作業完了。関東ブロック技・家研究大会会場校
- 2005年（平成17年） - 校舎落成記念式典。市教委管理訪問。市教研（社会、体育、美術）授業研究会。西部ブロック中学校長研修会場
- 2006年（平成18年） - 校舎瑕疵会議。オープンスクール。観音寺市教委施設視察。韓国教育視察団
- 2007年（平成19年） - クラブハウス瑕疵点検。オープンスクール。全国中学校社会科教育研究大会

## 学区
| 小学校区           | 通学区域                                | 主な施設                 |
| ------------------ | --------------------------------------- | ------------------------ |
| 千葉市立轟町小学校 | 稲毛区轟町1～5丁目                      | 千葉経済大学             |
| 千葉市立轟町小学校 | 稲毛区穴川1～4丁目(3丁目11～13番を除く) | 稲毛区役所               |
| 千葉市立轟町小学校 | 稲毛区穴川町                            | 特になし                 |
| 千葉市立轟町小学校 | 稲毛区弥生町1番144号                    | 特になし                 |
| 千葉市立弥生小学校 | 稲毛区弥生町(1番144号を除く)            | 千葉大学                 |
| 千葉市立弥生小学校 | 中央区松波1～4丁目                      | 千葉県立千葉商業高等学校 |
| 千葉市立弥生小学校 | 稲毛区黒砂台3丁目                       | 西千葉公園               |
| 千葉市立弥生小学校 | 稲毛区小仲台1丁目5-12                   | 特になし                 |

## 部活動
運動部
- サッカー部
- ソフトテニス部
- 男子バスケットボール部
- 女子バスケットボール部
- 野球部
- 剣道部
- バレーボール部
- バドミントン部
- 卓球部

文化部
- 吹奏楽部
- 美術部

この他にも水泳、陸上などの大会に学校代表として出場生徒もいる。
また、部活動は強制ではないにも拘らず全校生徒の約95%が部活動に参加している。
ソフトテニス部やバレーボール部は、男子の入部はできない。

## 委員会
- 生徒会総務
  - 学年生徒会
    - 生活委員会
    - 保健委員会
    - 美化委員会
    - 図書委員会
    - 給食委員会
    - 広報委員会

## 出身有名人
- 海堂尊 - 医師、作家
- 田中裕大 -　柔道選手
- PATA - ミュージシャン

## 所在地
- 千葉県千葉市稲毛区轟町3-5-14

## 学区内の学校
- 千葉市立轟町小学校
- 千葉市立弥生小学校
- 千葉大学教育学部附属小学校
- 千葉大学教育学部附属中学校
- 千葉県立千葉東高等学校
- 千葉県立京葉工業高等学校
- 千葉県立千葉商業高等学校
- 千葉経済大学附属高等学校
- 敬愛学園高等学校
- 千葉大学
- 千葉経済大学
- 敬愛大学
- 千葉経済大学短期大学部
- 千葉市立第二養護学校

## アクセス
- JR西千葉駅より京成バス千葉イースト轟町循環線で、2丁目5番下車
- JR西千葉駅より歩いて15分
- JR稲毛駅より歩いて20分
- 千葉都市モノレール天台駅より歩いて10分